# 国際興業バス志村営業所
国際興業バス志村営業所（こくさいこうぎょうバスしむらえいぎょうしょ）は、東京都板橋区坂下1-7-1に位置する国際興業バスの営業所である。
主に板橋区を中心に、北区、豊島区へ乗り入れる路線を担当する。
車両は路線バス、高速バス等含め85台前後が所属している。

## 概要
志村営業所は、1950年の国際興業乗合自動車部発足時に開設された。当初は志村町3-7に位置していたが、1961年8月に志村町3-22へ、1964年10月に志村町4-19へと2度の移転を経ている。

## 沿革
- 1950年12月1日 - 国際興業バス志村営業所が発足。
- 2000年5月1日 - ダイヤ改正、下赤03、赤05が廃止され、浮舟01、赤06、高02が新設。
- 2003年7月1日 - ダイヤ改正、浮舟01などが廃止され、高17、東練02、浮舟02が新設。最寄停留所である「志村車庫」停留所を「志村三丁目駅」停留所に名称変更。
- 2007年8月31日 - ICカード乗車券（PASMO）を導入。
- 2014年2月16日 - ダイヤ改正、東練02、浮舟02などが廃止され、東練05、常01（3代）が新設。
- 2016年12月13日 - 営業所最寄りの志村三丁目駅バス停（赤羽行き方向）が安全上の理由により成増駅方向に約10m移動。

## 現行路線

### 池袋駅 - 高島平駅 - 高島平操車場線

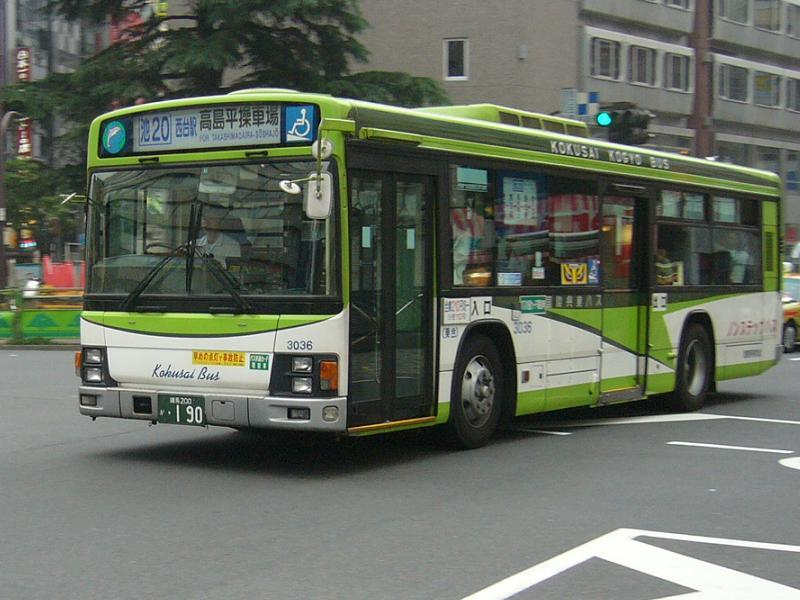
池20(3036)

- 池20：池袋駅西口 - 要町駅 - 板橋区役所 - 志村坂上 - 志村三丁目駅 - 西台駅 - 高島平操車場（池袋営業所と共同運行）
- 池21：池袋駅西口 - 要町駅 - 板橋区役所 - 志村坂上 - 舟渡町 - 高島平駅（池袋営業所と共同運行）

池袋駅から山手通り、国道17号線を北上して都営地下鉄三田線のエリアをこまめに経由していく。本数は終日に渡って1時間に3-4本と比較的多く、池21と共に志村営業所の所管路線における池袋方面の主力路線として活躍している。1983年7月24日までは池20・21共に池袋駅北口の文化通りから発車していた。志村営業所では、高島平操車場付近に板橋区立障害者福祉センターが存在するため、沿線住民の要望で、1995年に国際興業では初となるリフト付き新低床バスが当路線で運行を開始、1998年にはノンステップバスが運行を開始した路線でもあり、早期の段階から全便がスロープ付き車両で運行されている。
池20は1955年に池袋駅 - 蓮根折返場間で営業を開始した歴史のある路線である。三田線開業前は1日100本以上の通常便に加え、ラッシュ時に限って池袋駅 - 志村二丁目を無停車とする急行まで運行されていた。
赤56同様、日曜・祝日に志村銀座で歩行者天国が実施されている場合、迂回運行を実施する関係から「志村坂上」には停車しない旨が停留所に記載されている。

2016年3月16日のダイヤ改正で、熊野町停留所が安全上の理由により廃止された。

### 赤羽駅 - 成増駅線
- 赤02：赤羽駅西口 - 北赤羽駅入口 - 小豆沢公園 - 志村三丁目駅 - 蓮根一丁目 - 大東文化大学 - 紅梅小学校 - 四葉町 - 赤塚小学校 - 成増駅北口
- 赤02-2：志村三丁目駅 - 蓮根一丁目 - 大東文化大学 - 紅梅小学校 - 四葉町 - 赤塚小学校 - 成増駅北口
- 赤83：赤羽駅西口 - 北赤羽駅入口 - 小豆沢公園 - 志村三丁目駅
- 赤84：大東文化大学 - 蓮根一丁目 - 志村三丁目駅 - 小豆沢公園 - 北赤羽駅入口 - 赤羽駅西口

板橋区を東西に横断し、赤羽駅と東武東上線成増駅を結ぶ路線で、志村営業所の主力路線。赤羽駅では西口ロータリー内の停留所を使用せず、埼京線の高架沿いにある停留所から発車する。赤羽と板橋区西部を結ぶ路線としては1958年に旧：赤01（赤羽駅 - 下赤塚駅）として開業したのが始まりで、その数年後に現在の赤02が新設された。下赤塚駅より急行停車駅である成増駅を利用する乗客が多いことから1976年に旧：赤01が廃止されたが、赤02は現在でも鉄道駅から離れている赤羽 - 志村三丁目 - 成増間の相互輸送を担っている。そのため、大東文化大学へ通う学生や沿線の企業への通勤客、所用で赤羽、成増へ向かう住民で終日に渡って混雑している。
赤羽駅では開通当初からしばらくは東口を発着しており、西口方面へ向かうには蓮沼、西が丘地区を迂回する以外に無かった。しかし、赤羽台トンネルが開通して西口ロータリーが整備されたことから、1996年6月16日に西口発着に切り替えられた。2005年4月1日、片方のみ運行する赤84新設。
2020年10月1日のダイヤ改正では、平日・土曜日の赤羽駅発最終バスが大東文化大学行に変更され、赤84は往復共に運行されるようになった。

### 赤羽駅 - 高島平操車場線
- 赤56：赤羽駅西口 - 赤羽都営住宅 - 赤羽郷 - 小豆沢住宅 - 志村坂上 - 中台三丁目 - 蓮根二丁目 - 西台駅 - 地下鉄検車場 - 高島平操車場
- 赤56-2：志村三丁目駅 → 志村坂上 → 赤羽郷 → 赤羽都営住宅 → 赤羽駅西口
- 赤56-3：赤羽駅西口 - 赤羽都営住宅 - 赤羽郷 - 小豆沢住宅 - 志村坂上 - 中台三丁目
- 赤73：赤羽駅西口 → 赤羽郷 → 小豆沢住宅 → 志村坂上 → 志村三丁目駅 → 蓮根駅 → 西台駅 → 地下鉄検車場 → 高島平駅 → 赤塚公園 → 西高島平駅（深夜バス）

赤02と並んで志村営業所の主力路線で、赤羽駅西口から志村方面へ向かう。90年代前半までは赤羽営業所も担当していた。1996年6月16日のダイヤ改正で赤56-2が新設された。日曜・祝日に志村銀座で歩行者天国が実施されている場合、迂回運行を実施する関係から「志村坂上」には停車しない旨が停留所に記載されている。
赤73は2010年5月17日より、途中停留所からの乗車は不可能となり、降車専用扱い（乗車は赤羽駅のみ）となった。

### 東武練馬駅 - 高島平駅 - 浮間舟渡駅線
- 東練01：東武練馬駅 - 徳丸町 - 高島平二丁目 - 高島平駅 - 舟渡水辺公園 - 舟渡町 - 浮間舟渡駅
- 東練01-2：東武練馬駅 - 徳丸町 - 高島平二丁目 - 高島平駅
- 高02：高島平駅 → 舟渡水辺公園 → 舟渡町 → 浮間舟渡駅

浮間舟渡駅 - 新河岸都営住宅入口間は工業地帯と住宅地の間を走り、新河岸都営住宅入口 - 東武練馬駅では完全な住宅地を走行する。高島平駅付近には「マンモス団地」と呼ばれる高島平団地を抱え、さらに団地内に停留所が5箇所（高島平駅、高島平警察署、高島第二中学校、高島平二丁目、高島六の橋）存在すること、さらに大東文化大学への通学輸送を担うことから終日に渡って混雑している。また、徳丸橋付近にも団地が多く点在しているため、東武練馬駅から高島平駅を越えて同エリアまでの需要も多い。
もともとは高島平操車場発着だったが、1985年10月1日の埼京線開通による再編で浮間舟渡へ延長された。
東武練馬付近は基本的に逆時計回り(宮の下先回り)で循環するが、土曜・休日の日中（浮間舟渡駅8:30～18:00発）は時計回り(不動通り先回り)で運行する。東武練馬駅周辺は循環運転となっているため、東武練馬駅を跨いでの乗車も可能である。

### 東武練馬駅 - 西台駅 - 浮間舟渡駅線
- 東練05：東武練馬駅 - 徳丸町 - 西台都営住宅 - 西台一丁目 - 西台中学校 - 西台駅 - 舟渡町 - 浮間舟渡駅
- 東練80：西台一丁目 → 西台都営住宅 → 徳丸町 → 不動通り → 東武練馬駅
- 浮舟80：西台中学校 → 西台駅 → 舟渡町 → 浮間舟渡駅

東武練馬駅から浮間舟渡駅を西台駅経由で結ぶ路線。2014年2月16日の改正で浮舟02、東練02の廃止代替として新設され、これによって東武東上線 - 埼京線の連絡路線としては高島平駅経由（東練01）と当路線が存在することとなり、利便性が向上した。東練01とは異なり終日に渡って時計回り（東武練馬方向が不動通り経由）で運行される。浮舟80は、同日の改正によって浮舟02-2から系統番号が変更されたものである。

### ときわ台駅 - 志村三丁目駅線
- 常01：ときわ台駅 - 常盤台四丁目 - 若木三丁目 - 志村消防署 - 志村三丁目駅

東武東上線と都営地下鉄三田線を結ぶ路線としては、2003年7月1日の改正で新設された東練02と浮舟02が運行を続けていたが、西台付近の道路渋滞によって東武練馬駅からは埼京線浮間舟渡駅への路線へ集約させたため、その代替として新設された。これによって環八高速下 - 西台交差点南間で浮舟02、東練02の経路がクロスする状態が解消され、東武東上線から埼京線浮間舟渡駅、都営地下鉄三田線志村三丁目駅へそれぞれショートカットで結ぶ路線に姿を変えた。系統番号は、東練02と浮舟02の新設によって廃止された常01が志村営業所の路線として再び使用されることとなった。

### 下赤塚駅 - 高島平操車場線
- 下赤03：高島平操車場 → 高島平駅 → 徳丸八丁目 →  おいせ坂上 → 下赤塚駅 → 赤塚八丁目 →徳丸八丁目 → 高島平駅 → 高島平操車場
- 下赤03：高島平操車場 → 高島平駅 → 徳丸八丁目 → 赤塚八丁目 → 下赤塚駅 → おいせ坂上 → 徳丸八丁目 → 高島平駅 → 高島平操車場

2000年5月1日の改正で浮舟01が新設されたことで一度廃止されたが、浮舟01の不振と東武東上線 - 都営三田線とのアクセスを速達化するのに伴い、2003年7月1日に復活した。しかし、復活に際して浮舟01の経路を一部で引き継いだため、浮舟01に代替廃止された際の経路とは若干異なる。時間帯によってループ状の循環経路が変わるため、板橋区が逆回りを利用者向けにコミュニティバス「りんりんGO」を開設した。

### 深夜急行バス
- ミッドナイトアロー高島平・中浦和：池袋駅西口 → 板橋区役所 → 大和町（板橋本町駅） → 本蓮沼駅 → 志村坂上 → 志村三丁目駅 → 蓮根駅 → 西台駅 → 高島平駅 → 新高島平駅 → 西高島平駅 → 田島団地 → 西浦和駅入口 → 中浦和駅

### 高速路線
（）内は共同運行会社。
シリウス号（十和田観光電鉄）

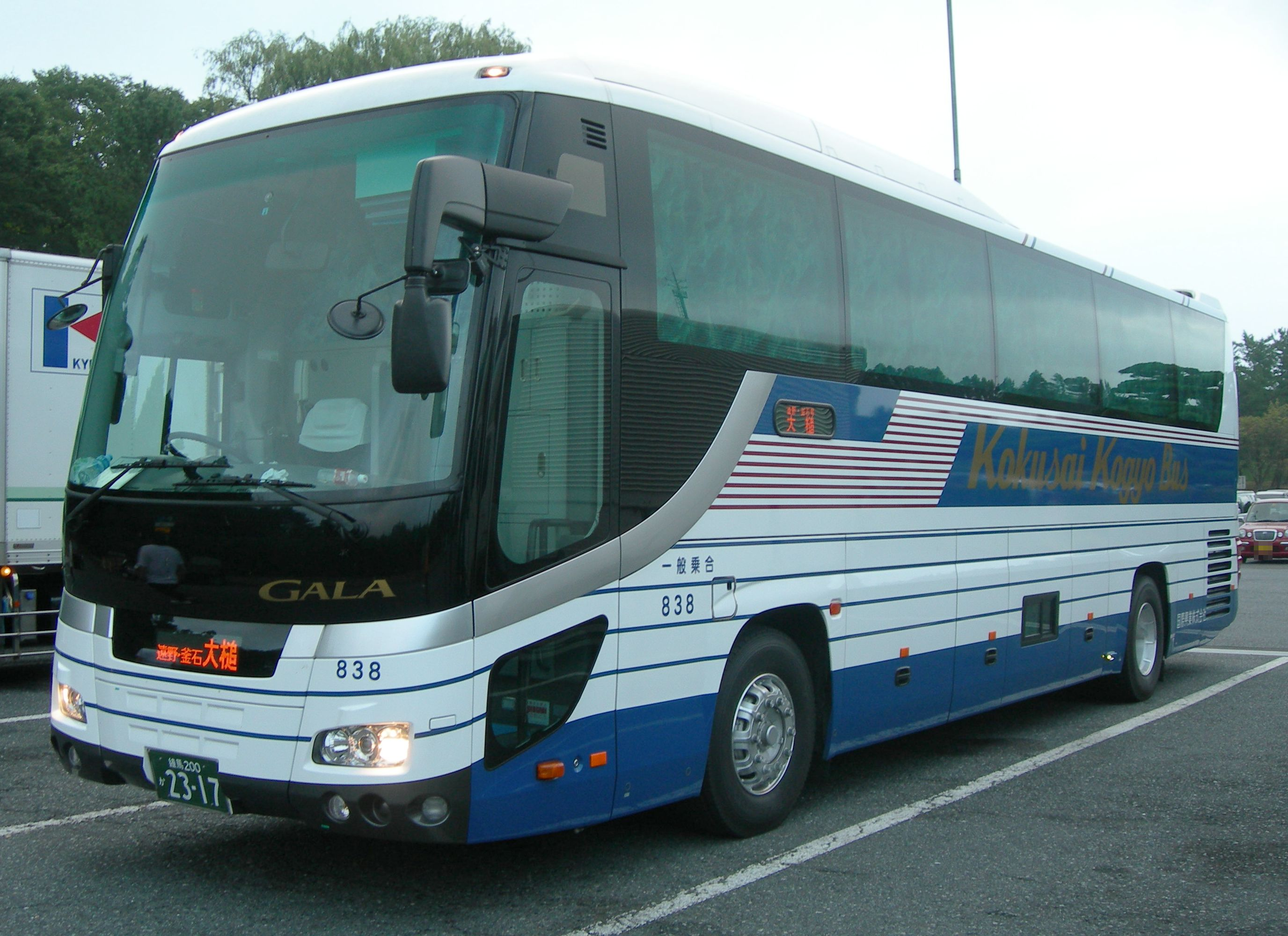
志村所属の夜行用車両(838)

- 東京駅 - 池袋駅 - 八戸 - 十和田 - 七戸

ドリーム盛岡 (らくちん) 号（JRバス東北、岩手県交通）
渋谷マークシティ - 東京駅 - 池袋駅 - 王子駅前 - 盛岡
遠野・釜石号（岩手県交通）
- 池袋駅 - 秋葉原駅 - 上野駅 - 遠野 - 釜石 - 大槌 - 山田

しもきた号
- 新宿駅 - 大宮駅 - 八戸 - 三沢 - 野辺地 - 下北駅 - むつ市役所
- 路線概説

東京都渋谷区と青森県むつ市を結ぶ夜行高速バス。
本路線開設までは下北地方から首都圏まで移動するには、野辺地駅での乗り換えを強いられてきたが、本路線の運行開始により、直行で行けるようになった。なお、下北地方からの夜行バス路線は、かつてJRバス東北が運行していた仙台発着の「エクスノース号」以来となる。運行日は新宿発木曜日から土曜日及び特定日、むつ発金曜日から日曜日及び特定日。ただし、以下の路線の歴史にあるように、2017年から利用率が振るわない1月上旬から約2ヶ月間は、全便運休となる。2020年の新型コロナウイルスパンデミック襲来以降、2023年現在無期限運休中。
- 路線の歴史

- 2014年（平成26年）8月28日 - 運行開始。週末とそれ以外の特定日のみ運行。
- 2017年（平成29年）1月9日 - 利用状況に鑑み、この日より同年3月1日まで運休（3月2日新宿発の便より運行再開）。
- 2018年（平成30年）1月8日 - 前年同様、利用状況に鑑み、この日から同年2月28日まで運休（3月1日新宿発の便より運行再開）。
- 2018年（平成30年）6月1日 - 東京発の出発時間を繰り下げ、朝に開放休憩（下り：道の駅おがわら湖・上り：東北道羽生PA）を実施するよう変更。
- 2019年（平成31年）1月7日 - 前年・前々年同様、利用状況に鑑み、この日から同年3月6日まで運休（3月7日新宿発の便より運行再開）
- 2020年（令和2年）
  - 1月6日 - 過去3年間同様、利用状況に鑑み、この日から同年3月4日まで運休（3月5日新宿発の便より運行再開）。
  - 4月8日 - 新型コロナウイルスパンデミックの影響に因り、この日を境に2023年現在に至る迄無期限運休。

### コミュニティバス

#### 板橋区コミュニティバス「りんりんGO」

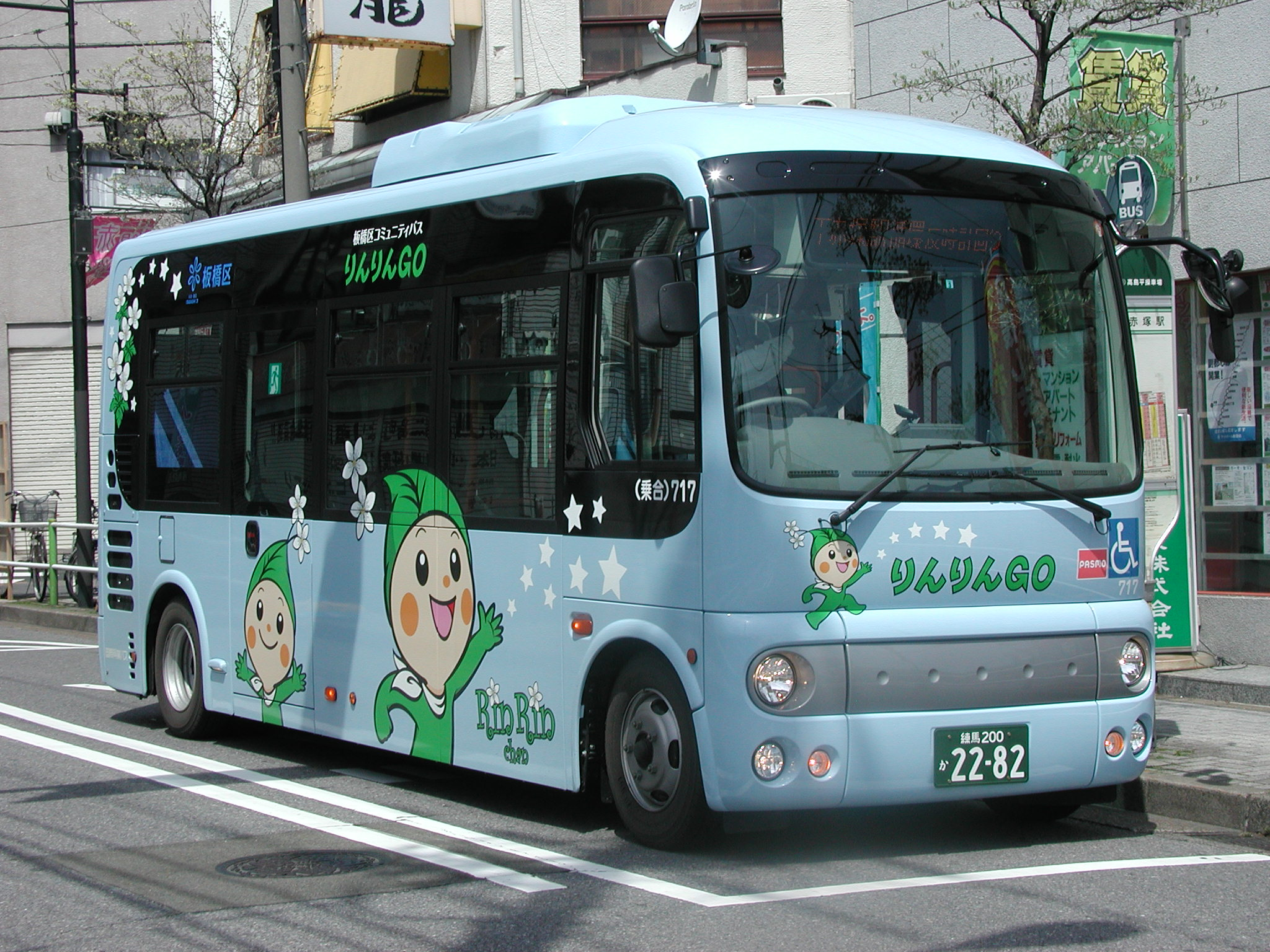
りんりんGO専用車両(717)

板橋区コミュニティバス「りんりんGO」の運行を受託している。
- 板橋区01：板橋市場 → 区立美術館入口 → 下赤塚駅 → おいせ坂上 → 四葉二丁目 → 板橋市場（板橋市場発　始発 - 14:35まで）
- 板橋区01：板橋市場 → 四葉二丁目 → おいせ坂上 → 下赤塚駅 → 区立美術館入口 → 板橋市場（板橋市場発　15:10 - 終車まで）

板橋区内で公共交通の便の悪い地区の交通アクセス改善と、板橋区立美術館へのアクセスによる観光振興を目的として、2010年3月30日に実験運行を開始した。愛称の表記は「りんりんGO」だが、区の公式サイトでは「りんりん号」となっている。愛称は、板橋区の観光マスコット「りんりんちゃん」にまつわるものとして公募選考によって決定した。
通年運行で、一部を除いて35分間隔で運転されている（左回り14本、右回り9本）。板橋市場発14:35までの便は区立美術館入口先回りの反時計回り、板橋市場発15:10以降の便は四葉二丁目先回りの時計回りで運行され、下赤03と逆回りになるダイヤが組まれている。運賃は東京都シルバーパス利用や一般路線バスへの影響を考慮し、一般路線バスと同一の大人220円・小人110円となっている。PASMO・Suicaや定期券での利用、障害者割引については国際興業バスの一般路線バスと同一である。
車両は専用塗色と「りんりんちゃん」が入った35人乗りの日野・ポンチョが使用されるが、整備・点検などの際には一般塗装の中型車が代走する。また新たに2019年度、専用塗色、｢りんりんちゃん｣が入った55人乗りのいすゞ・エルガミオ(1319)が導入された。

## 廃止・移管路線
- 池20：池袋駅西口 - 要町駅 - 熊野町 - 板橋区役所 - 志村坂上 - 志村三丁目駅 - 西台駅 - 高島平操車場（池袋営業所と共同運行）

2016年3月16日に熊野町停留所が安全上の理由に廃止された。このため当該区間では経路変更が実施され、アンダーパス経由となった。
- 池20-2：池袋駅西口 - 熊野神社 - 板橋区役所 - 大和町 - 志村坂下 - 志村車庫

1999年11月16日に廃止され、現在は系統番号のみ池袋営業所が使用中。
- 池21：池袋駅西口 - 要町駅 - 熊野町 - 板橋区役所 - 志村坂上 - 舟渡町 - 高島平駅（池袋営業所と共同運行）

2016年3月16日に熊野町停留所が安全上の理由に廃止された。このため当該区間では経路変更が実施され、アンダーパス経由となった。
- 池21-2（初代）：池袋駅北口 - 熊野神社 - 板橋区役所 - 大和町 - 舟渡町 - 徳丸橋 - 高島平操車場

1983年7月25日に廃止された初代系統。
- 池21-2（二代）：池袋駅西口 - 熊野神社 - 板橋区役所 - 大和町 - 舟渡町 - 浮間舟渡駅

1985年10月1日の埼京線開業時に新設された。1995年11月16日に廃止。
- 池24：池袋駅北口 - 熊野神社 - 板橋区役所 - 大和町 - 志村坂下 - 坂下一丁目

池20、池21の北口時代の出入庫便。同系統が西口発着に変更されるのに伴い廃止された。
- 赤05：赤羽駅東口 - 北赤羽駅入口 - 浮間五丁目 - 浮間住宅 - 浮間舟渡駅 - 徳丸橋 - 高島平駅

2000年5月1日に赤羽側が赤06、高島平側が高02にそれぞれ分割・廃止された。
- 赤05-2：赤羽駅東口 - 浮間橋 - 浮間五丁目 - 浮間住宅 - 浮間五丁目 - 浮間橋 - 赤羽駅東口
- 赤06（初代）：赤羽駅東口 - 赤羽北一丁目 - 浮間橋 - 浮間五丁目 - 浮間住宅 - 浮間橋 - 赤羽駅東口(浮間循環)

1985年10月1日の埼京線開通時に浮間舟渡駅まで延長された。
- 赤06（二代）：赤羽駅東口 - 赤羽北一丁目 - 北赤羽駅入口 - 浮間団地 - 浮間工場街 - 浮間舟渡駅

1985年埼京線開業時に一度廃止されたが、2000年5月1日の赤05廃止によって復活した。2007年6月16日に赤羽へ移管されたが、2008年3月30日に赤羽が赤25を新設するため、再び志村の担当に戻る。2008年10月16日の改正で再度赤羽に移管した。
- 赤82：成増駅北口 - 赤塚中学校 - 西台 - 志村坂下

1983年7月25日に廃止。経路短縮の上、赤02-2へ引き継がれる。
- 赤83（初代）：赤羽駅東口 - 赤羽北一丁目 - 北赤羽駅入口 - 志村車庫

赤羽駅東口発着路線の出入庫便。1996年の赤02の西口発着変更に伴い西口発着に変更された。
- 赤84（初代）：赤羽駅東口 - 浮間橋 - 浮間五丁目 - 浮間住宅 - 浮間公園前 - 舟渡町

1985年10月1日の埼京線開業時に廃止された。系統番号だけは2005年に復活している。
- 高01：成増駅北口 - 赤塚四丁目 - 下新倉 - 西高島平駅 - 高島高校 - 高島平駅 - 高島平操車場

2003年7月1日に増17が新設された際に、増17と共通運用を組むために練馬へ移管された。
- 高02：浮間舟渡駅 → 舟渡町 → 舟渡水辺公園 → 高島平駅

2021年7月1日のダイヤ改正で浮間舟渡駅発のみ廃止され、全便が東練01へ変更された。
- 常02：若木三丁目 → 常盤台四丁目 → 前野町 → ときわ台駅

2003年7月1日のダイヤ改正で新設された、浮舟02のときわ台駅側出庫路線。系統番号自体は三代目で、改正までは練馬営業所が東武練馬駅発着路線で使用していた。定時性確保をはかるため、2014年2月16日、常01（三代）の新設によって廃止された。
- 下赤03（初代）：下赤塚駅 - 四葉町 - 徳丸八丁目 - 高島平警察署 - 高島平駅 - 高島平操車場

1977年に新設された路線で、2000年5月1日に浮舟01へ代替廃止された。
- 浮舟01：浮間舟渡駅 - 舟度町 - 蓮根橋 - 西台駅 - 西台中学校 - 大東文化大学 - 高島平警察署 - 下赤塚駅
- 浮舟01-2：大東文化大学 → 高島平警察署 → おいせ坂上 → 下赤塚駅
- 浮舟01-3：西台中学校 → 西台駅 → 蓮根橋 → 舟度町 → 浮間舟渡駅

2000年5月1日の志村地区再編によって下赤03（初代）に代わって新設された路線で、下赤塚駅付近の循環経路を従来より大きく取り、東武東上線から西台駅を経由する。2003年7月1日、下赤03（二代）へ代替廃止されたが、浮舟01-3は浮舟02-2(現 浮舟80)へ系統番号が変更された。
- 浮舟02：浮間舟渡駅 - 舟渡町 - 蓮根橋 - 西台駅 - 若木三丁目 - 常盤台四丁目 - ときわ台駅
- 浮舟02-2：西台中学校 → 西台駅 → 蓮根橋 → 舟渡町 → 浮間舟渡駅

2003年7月1日のダイヤ改正で常01の東半分と、浮舟01の北半分を繋いだ路線として新設された。2014年2月16日、西台付近の交通渋滞による遅延を解消するため、浮舟02は東練05、常01（三代）に代替廃止され、浮舟02-2は浮舟80へ番号変更された。
- 東練02：東武練馬駅 - 徳丸町 - 西台都営住宅 - 西台交差点南 - 志村三丁目駅

2003年7月1日のダイヤ改正で、常01（旧）を分割した上で東武東上線 - 都営地下鉄三田線との連絡路線として新設された。2014年2月16日、西台付近の交通渋滞による遅延を解消するため、東練05、常01（三代）に代替廃止された。
- 東練03：徳丸六丁目中央 → 紅梅小学校 → おいせ坂上 → 東武練馬駅 → 不動通り → 徳丸六丁目中央
- 東練03：徳丸六丁目中央 → 徳丸町 → 不動通り → 東武練馬駅 → おいせ坂上 → 紅梅小学校 → 徳丸六丁目中央

2010年10月1日に新設された路線で、東武練馬駅と徳丸地区を結ぶ循環線。徳丸六丁目中央発着であり、基本的に同停留所をまたいだ乗車が可能である。開業当初、13時台まで（土曜・休日は午前）は紅梅小学校先回り（右回り、表記逆順）、14時台から（土曜・休日は午後）は不動通り先回り（左回り、表記正順）で運行されていたが、2013年2月16日に不動通り先回りに統一され、運行時間帯の9時台 - 12時台と14時台 -17時台への縮小が行われた。2019年8月31日をもって運行終了した。
上記のほか、都営バスと共同で東京駅などへ乗り入れる路線を管轄していた時期がある。詳しくは都営バス志村営業所を参照のこと。